# 大絲足鱸
大絲足鱸又名長絲鱸、絲足鱸、象耳魚，在香港俗稱招財魚，在越南俗稱財神魚，屬絲足鱸科（Osphronemidae）絲足鱸屬，分佈於東南亞地區（馬來西亞、印尼、越南、柬埔寨等國）。其腹鰭飄有一對長絲，游泳姿態優美，極富觀賞價值，是現今受歡迎的觀賞魚之一，但在原產地是一種大中型食用魚。

## 體形特徵
大絲足鱸魚體薄而寬，體色鮮豔，體形優美，體態婀娜。其腹鰭有兩條較硬的長絲延伸至尾鰭，如同舢舨船的雙槳，故當地華人稱其為舢舨魚。遊動時，魚鰭飄逸俊朗，頭部微微上揚，令人賞心悅目，心往神馳，美不勝收。大絲足鱸極喜生活在平靜的水域中，牠最大的特點是不像其他魚類橫向遊動，而是喜歡上下垂直遊動，故要求水體深度要大一些。

## 生活習性

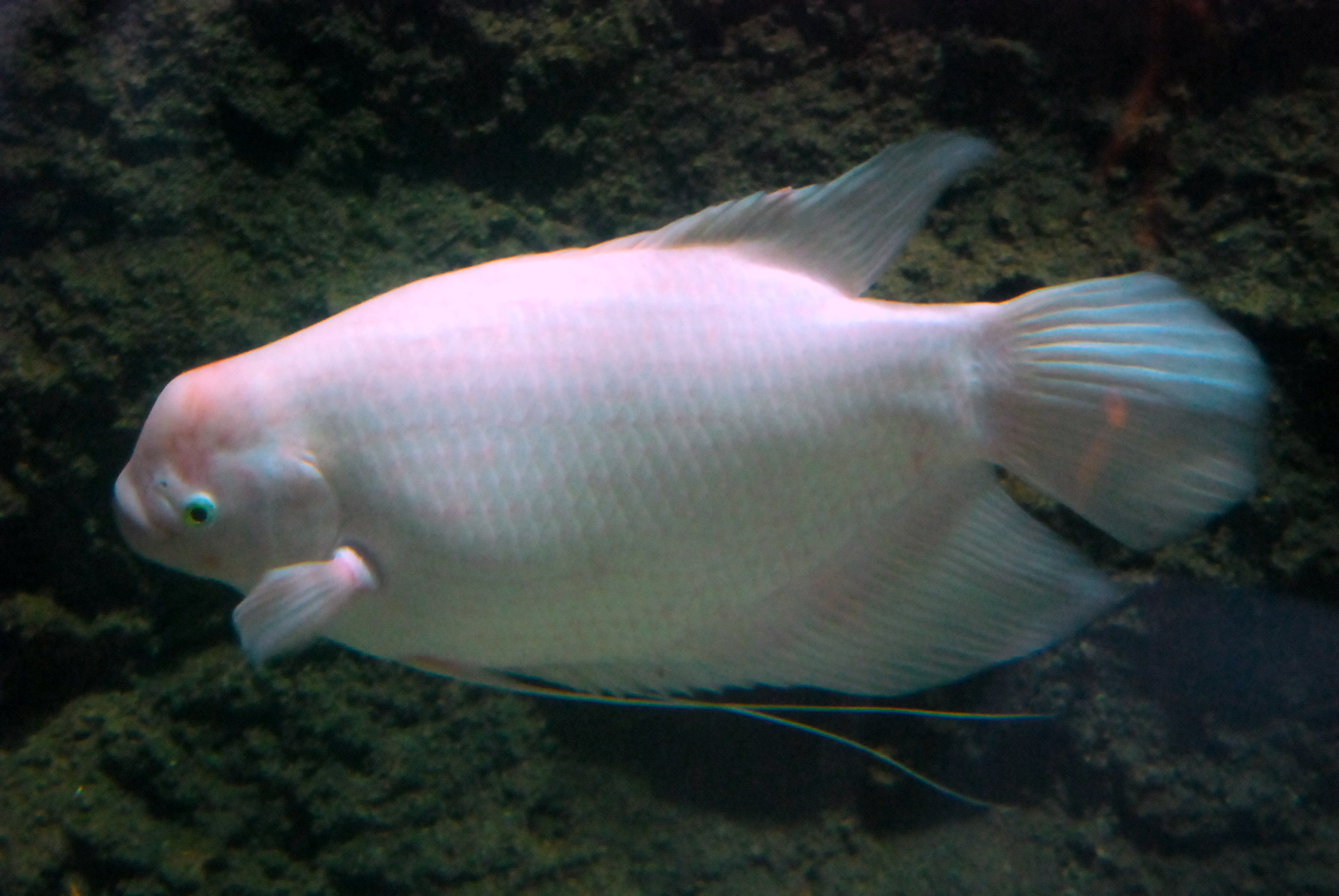
金帆船

大絲足鱸因為也是迷鰓魚的下屬種類，性格比較暴烈，但喜群居和群游，生活於水的中下層，有的個體經常浮出水面“換氣”。所以这种鱼，当缺氧时会上来水面进行换气的动作，能在低氧的环境生存。所以不会那么容易缺氧而死。食性屬於偏動物蛋白的雜食性魚類，魚苗階段以浮游動物為食。幼魚階段可食一些小蝦或小魚，同時也吃植物性食物。大絲足鱸屬熱帶魚類，生長溫度為l9—32℃，最適生長溫度為26～28℃，最低臨界溫度為12℃，當水溫降至14℃時，魚開始失去平衡。大絲足鱸耐低氧，其低氧窒息點為0.3mg／L。

## 繁殖
大絲足鱸在東南亞地區一般三年性成熟，但在18～20℃水溫中生活時，所以需4年才可性成熟。而在發育過程中雌、雄魚經常有不同步現象發生，雄魚比雌魚發育晚，當雄魚發育成熟後而雌魚發育成熟的卵又有退化現象。該魚為一年多次懷卵，分批產出，每次產卵量為500～1000粒，卵粒2mm，呈油狀浮性卵。